# バルマー系列

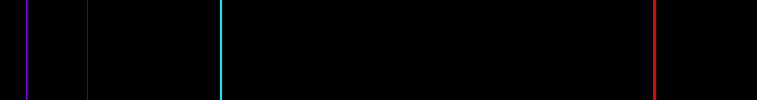
水素の輝線スペクトル。4本の輝線は右から、Hα線（赤）、Hβ線、Hγ線（青）、Hδ線（紫）である。

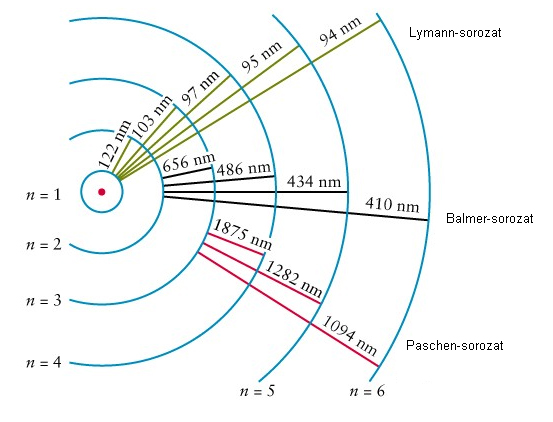

バルマー系列（バルマーけいれつ, Balmer series）とは、水素原子の線スペクトルについて命名されている水素スペクトル6系列のうちのひとつであり、可視光から近紫外の領域にある。
水素原子の線スペクトルのうち、可視光の領域に現れるものとして以下の4つの線が確認され命名されていた。
- Hα線:波長656.28nm
- Hβ線:波長486.13nm
- Hγ線:波長434.05nm
- Hδ線:波長410.17nm

1885年にスイスのヨハン・ヤコブ・バルマー (Johann Jakob Balmer) は上記の4つの線の波長λが
{\displaystyle \lambda =f\left({n^{2} \over n^{2}-4}\right)}
の式(バルマーの公式)に従うことに気が付いた（ただし、f = 364.56 nm、n = 3,4,5,6）。
その後、近紫外の領域にn=7に相当する線スペクトルが確認された。
これはリュードベリの公式の特別な場合である。

## バルマー系列と電子の軌道遷移
バルマー系列に属する輝線は、エネルギー準位10.2eVにある電子軌道 (量子数2) にそれよりもエネルギー準位が高い軌道から電子が遷移したことにより放出された光子に由来する。量子数3の電子軌道から遷移した電子は最もエネルギーが小さく（波長が長く）、Hα線に属し、量子数4からの電子はHβ線、量子数5からの電子はHγ線に相当する光子を放出する。
なお、量子数1すなわち基底状態への遷移によって放出される光子は、バルマー系列よりも高いエネルギーとなる。可視光よりも輝線の波長が短い紫外領域である。この遷移による輝線をライマン系列と呼ぶ。量子数3への遷移によって放出される光子はバルマー系列よりも低いエネルギーである。可視光よりも波長が長い赤外領域である。この系列をパッシェン系列と呼ぶ。以下、量子数4への遷移によるものをブラケット系列、量子数5への系列をプント系列と呼ぶ。